# Partido Social Democrático (Brasil, 1987)
El Partido Social Democrático fue un partido político brasileño, fundado en 1987. Tentaba a ser una continuidad del PSD de 1945, pero nunca llegó a atraer a los miembros de este último.
El partido fue creado por César Cals, entonces ministro de Minas y Energía del Gobierno de João Figueiredo, y existió hasta 2003, cuando fue incorporado por el PTB.

## Trayectoria electoral
El "nuevo" PSD disputó su primera elección en 1988, eligiendo 56 concejales y apenas 2 alcaldes, en los municipios de Paulínia y Teodoro Sampaio, en São Paulo. No habiendo conseguido emplacar la candidatura de Figueiredo en la elección presidencial de 1989, intentó lanzar al también expresidente Jânio Quadros (que llegó a afiliarse al partido en mayo), que sin embargo renunció a participar en los comicios. La alternativa fue elegir el entonces presidente de la Unión Democrática Ruralista, Ronaldo Caiado, entonces con 39 años (haría 40 durante la campaña) y que haría su debut como candidato a cargos electivos.
En coalición con el inexpresivo PDN - que lanzó a Camilo Calazans para vicepresidente en la fórmula - , Caiado hizo duras críticas a sus adversarios, principalmente a Luiz Inacio Lula da Silva, del PT, a quien acusó de haber recibido dinero de la empresa Lubeca a cambio de la aprobación de un proyecto en la alcaldía de São Paulo. Él todavía prometió que colocaría a los integrantes del Movimiento de los Sin Tierra en la cárcel si fuera elegido en respuesta a la invasión de la hacienda Europa, administrada por los familiares del candidato. En la primera vuelta, recibió 488.872 votos, quedando en la décima posición, y apoyó a Fernando Collor en la segunda vuelta.
En 1990, fueron elegidos un diputado federal y 2 estatales. Dos años después, el partido ya poseía 101 alcaldes, 6 diputados federales y 20 estatales, pero aún en 1992 llegó a tener 20 parlamentarios, lo que rindió acusaciones de compra de votos. Los líderes del esquema eran Onaireves Moura (Paraná), Nobel Moura (Rondônia) e Itsuo Takayama (Mato Grosso), encarcelados en 1993.
En las elecciones presidenciales de 1994, el PSD se reunió con el PMDB para apoyar la candidatura de Orestes Quércia, que quedó en la cuarta posición. A nivel estatal, logró 3 escaños en la Cámara de Diputados y 22 en las Asambleas Legislativas. El destaque entre los candidatos a gobernador quedó en los comicios de Río de Janeiro, donde el general Newton Cruz recibió 873.925 votos, quedando en tercer lugar. En el año 1996, el partido retiró la candidatura del general para apoyar a Sérgio Cabral Filho, del PSDB. La actitud hizo que Newton Cruz dejara al PSD y apoyara a Luiz Paulo Conde, del PFL. No pudo elegir a ningún alcalde en las elecciones municipales.

## Últimas elecciones y fusión con el PTB
El partido, ya presidido en la época por Nabi Abi Chedid (fallecido en 2006) todavía disputó las elecciones de 1998, 2000 y 2002, con un rendimiento razonable en las urnas. En 2003, se incorporó al PTB.